# والت ماكدونالد
والت ماكدونالد (بالإنجليزية: Walt McDonald)‏ هو لاعب كرة قدم أمريكية أمريكي، ولد في 5 نوفمبر 1920 في لوولفيل في الولايات المتحدة، وتوفي في 16 أبريل 2012.